# Dream Chaser

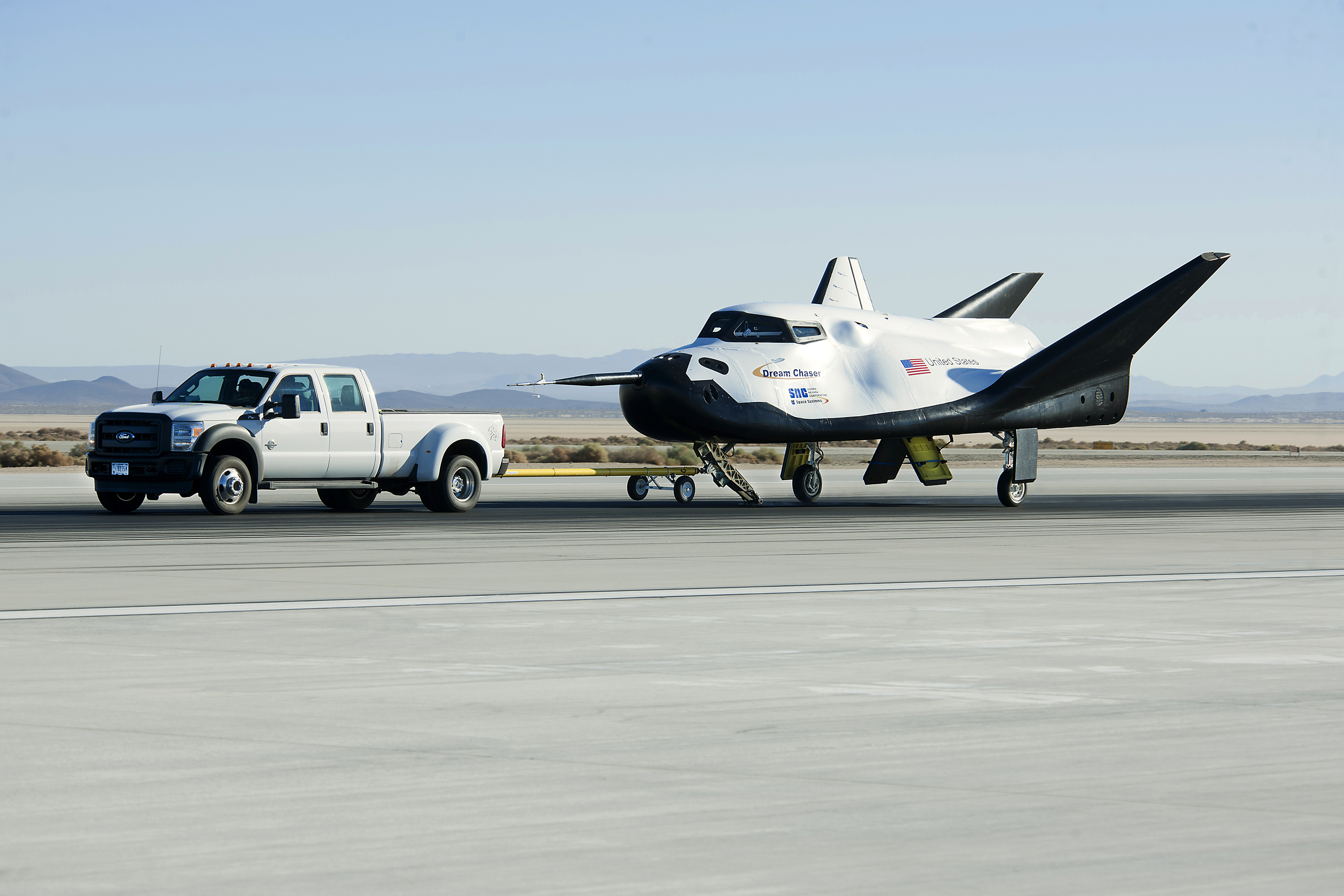
De Dream Chaser tijdens een test op Edwards Air Force Base in 2013

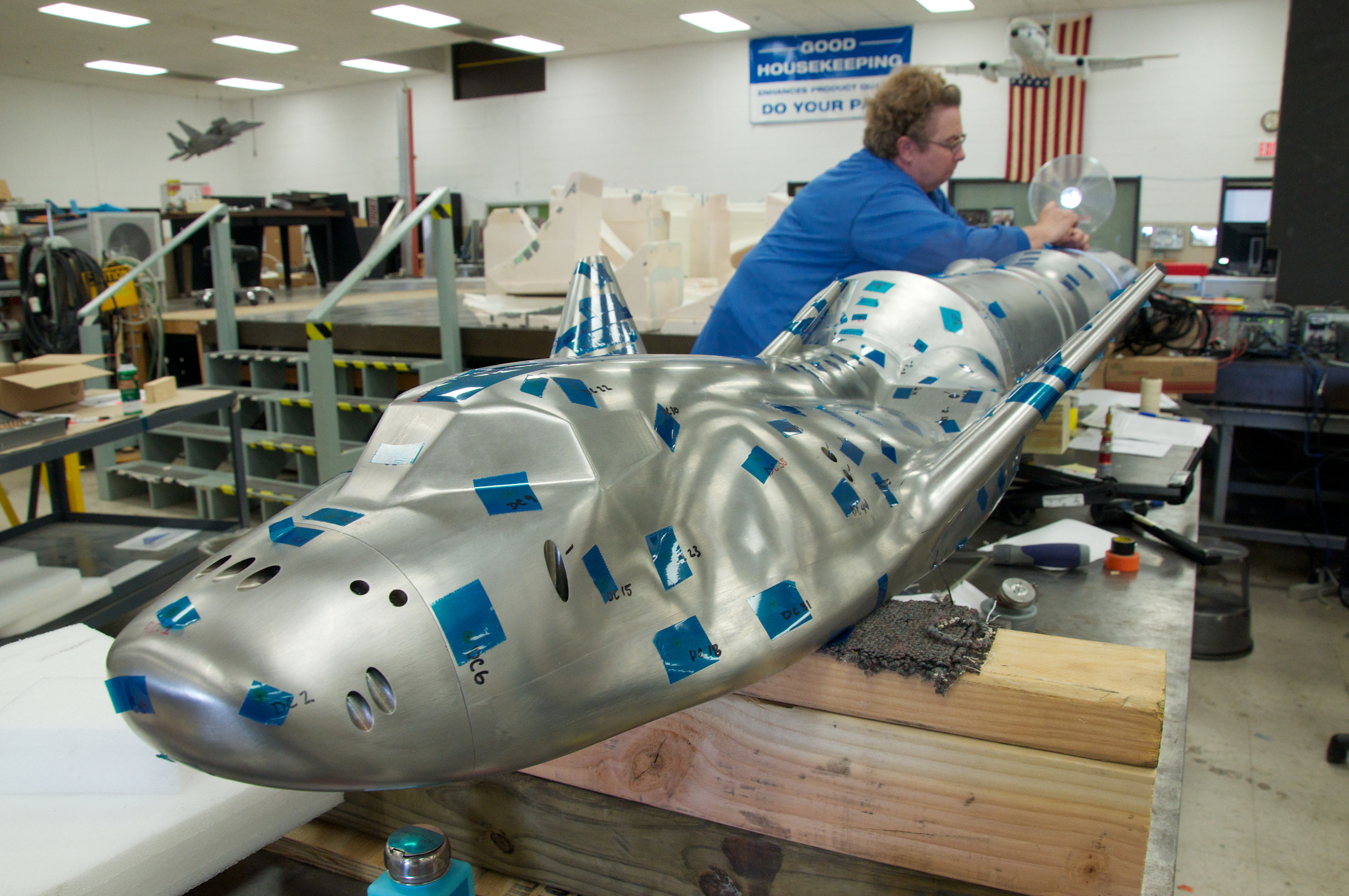
Een windtunnelmodel wordt getest bij NASA, mei 2012

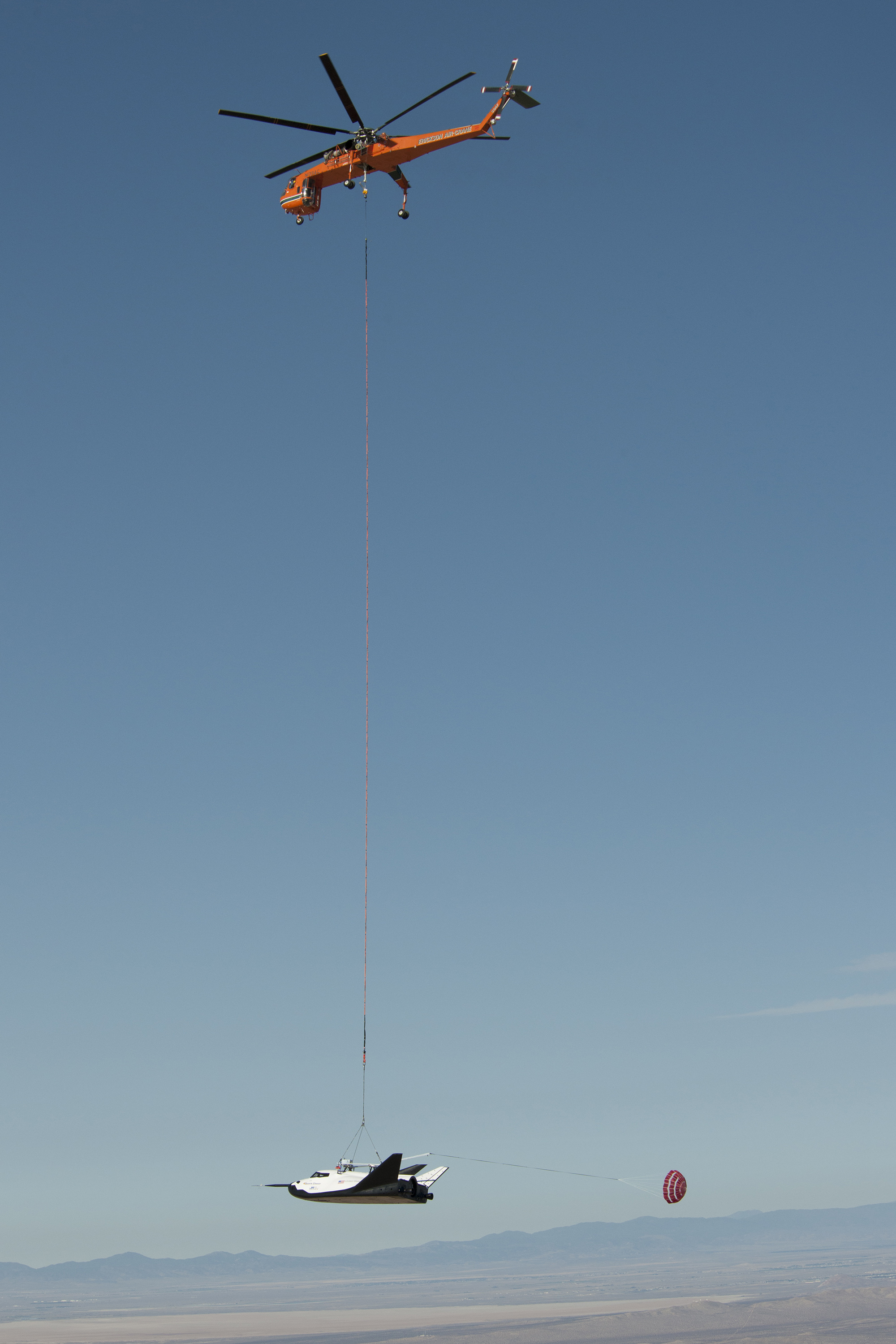
Draagtest in 2013

De Dream Chaser is een commercieel Amerikaans ruimteveer dat wordt ontwikkeld door het Amerikaanse bedrijf Sierra Space, een in 2021 opgerichte dochteronderneming van Sierra Nevada Corporation (SNC) waarin SNC zijn ruimtevaartafdelingen heeft ondergebracht.
Er worden twee varianten ontwikkeld: een Crewed Dream Chaser (voor passagiersvervoer) en een Cargo Dream Chaser (voor vrachtvervoer). De Crewed Dream Chaser zal naar verwachting primair gebruikt worden om passagiers te vervoeren van en naar toekomstige ruimtestations in een baan rond de Aarde; zelf dienen als ruimtestation; of gebruikt worden voor ruimtetoerisme. Van 2010 tot 2014 was het kandidaat voor een Commercial Crew-contract van NASA, waarmee het bemanningen naar en van het ISS zou brengen.
De Crewed Dream Chaser zal maximaal zeven passagiers kunnen vervoeren. Het ruimtevaartuig zal verticaal opstijgen (door middel van een draagraket) en horizontaal landen op een landingsbaan.
De ontwikkeling van de Dream Chaser zal naar schatting tot 1 miljard dollar kosten. Er zijn plannen om een hele vloot Dream Chasers te bouwen.
Op 14 januari 2016 werd Sierra Nevada Corporation door NASA gecontracteerd om met de vrachtversie van de Dream Chaser het ISS te bevoorraden in de tweede fase van het Commercial Resupply Services-programma (CRS2). Ook de SpaceX Dragon en Orbital ATK Cygnus, die al in de CRS1-fase vlogen, werden opnieuw gecontracteerd. Hierdoor zal de Cargo Dream Chaser eerder vliegen dan de Crewed Dream Chaser. 
De eerste lancering, die gebruik zal maken van de Dream Chaser Tenacity (DC101), zal op zijn vroegst in mei 2025 plaatsvinden.

## Ontwerp
De Dream Chaser is een doorontwikkeling van de HL-20, een conceptontwerp waaraan NASA vanaf midden jaren 1980 tot het begin van de jaren 1990 werkte.
Het is een herbruikbaar ruimtevaartuig dat is ontworpen om twee tot zeven mensen en/of vracht te transporteren naar ruimtevaartuigen in een baan rond de Aarde. Het zal autonoom kunnen vliegen en zal uitgerust worden met een launch escape system zodat de mensen aan boord in geval van nood kunnen ontsnappen. De Dream Chaser kan, net als de Sojoez, als reddingscapsule aangemeerd blijven bij een ruimtestation.
De bemande uitvoering zou aanvankelijk gelanceerd worden met een Atlas V 412-draagraket. De vracht-uitvoering zou in eerdere plannen op de eerste twee vluchten met een Atlas V 522 worden gelanceerd. De Atlas V wordt echter uitgefaseerd en vervangen door de Vulcan. De Cargo Dream Chaser zal daarom worden gelanceerd met een Vulcan-VC4, hoewel technisch gezien ook andere draagraketten gebruikt kunnen worden. Eenmaal in de ruimte zal het ruimteveer gebruikmaken van twee hybride raketten voor de voortstuwing.
De Dream Chaser maakt gebruik van het lifting body-principe. Dat houdt in dat het voertuig door zijn vorm, zonder van vleugels gebruik te maken als een zweefvliegtuig kan landen op een landingsbaan van een regulier commercieel vliegveld. De op vleugels lijkende uitsteeksels aan linker en rechter de achterzijde leveren geen draagkracht, maar werken slechts als stuurvinnen. Ondanks het feit dat Dream Chasers anders dan de spaceshuttle op reguliere landingsbanen kunnen landen, is SNC met NASA overeengekomen dat Dream Chasers op de voormalige Shuttle Landing Facility van het Kennedy Space Center zullen landen. Het landingsgestel bevat twee achterwielen vergelijkbaar met die van een klein vliegtuig. In plaats van een neuswiel wordt echter een soort ski gebruikt die ook voor de nodige afremming zorgt.
Het reaction control system (het systeem van kleine raketmotoren/stuurraketten waarmee het ruimtevaartuig kan manoeuvreren) maakt gebruik van relatief veilige brandstof op ethanol-basis, zodat het ruimtevaartuig (anders dan de Space Shuttle bijvoorbeeld) na landing niet eerst hoeft af koelen, maar direct geopend kan worden. Tijdens de terugkeer in de atmosfeer zal het ruimtevaartuig beschermd worden door een laag tegels (ontwikkeld bij NASA's Ames Research Center) die werken door middel van ablatie. De tegels zijn makkelijk vervangbaar en gaan meerdere vluchten mee.
De Dream Chaser is ontworpen om 15 keer hergebruikt te worden
Op 6 april 2017 kwamen Sierra Nevada en ESA overeen dat de Dream Chaser zal worden uitgerust met het Europese aanmeersysteem "International Berthing Docking Mechanism" (IBDM) dat zowel voor bemande als onbemande ruimtevaartuigen geschikt is.

## Geschiedenis
Het ruimtevaartbedrijf SpaceDev presenteerde in november 2005 haar concept voor het Dream Concept, een ruimteveer gebaseerd op NASA's ontwerp voor een "ruimtetaxi", de HL-20. In mei 2006 werd de Dream Chaser gekozen als een van de kandidaten voor NASA's Commercial Orbital Transportation Services-programma. In 2008 werd SpaceDev na het overlijden van oprichter en directeur James Benson opgekocht door Sierra Nevada Corporation. In 2010 kreeg het project 20 miljoen dollar aan financiering van NASA, verreweg het grootste aandeel van de 50 miljoen dollar in de tweede financieringsronde van NASA's Commercial Crew Development-programma. In augustus 2012 kreeg het Dream Chaser-programma nog eens 212,5 miljoen dollar van NASA in het kader van de derde financieringsronde van het Commercial Crew Development-programma.

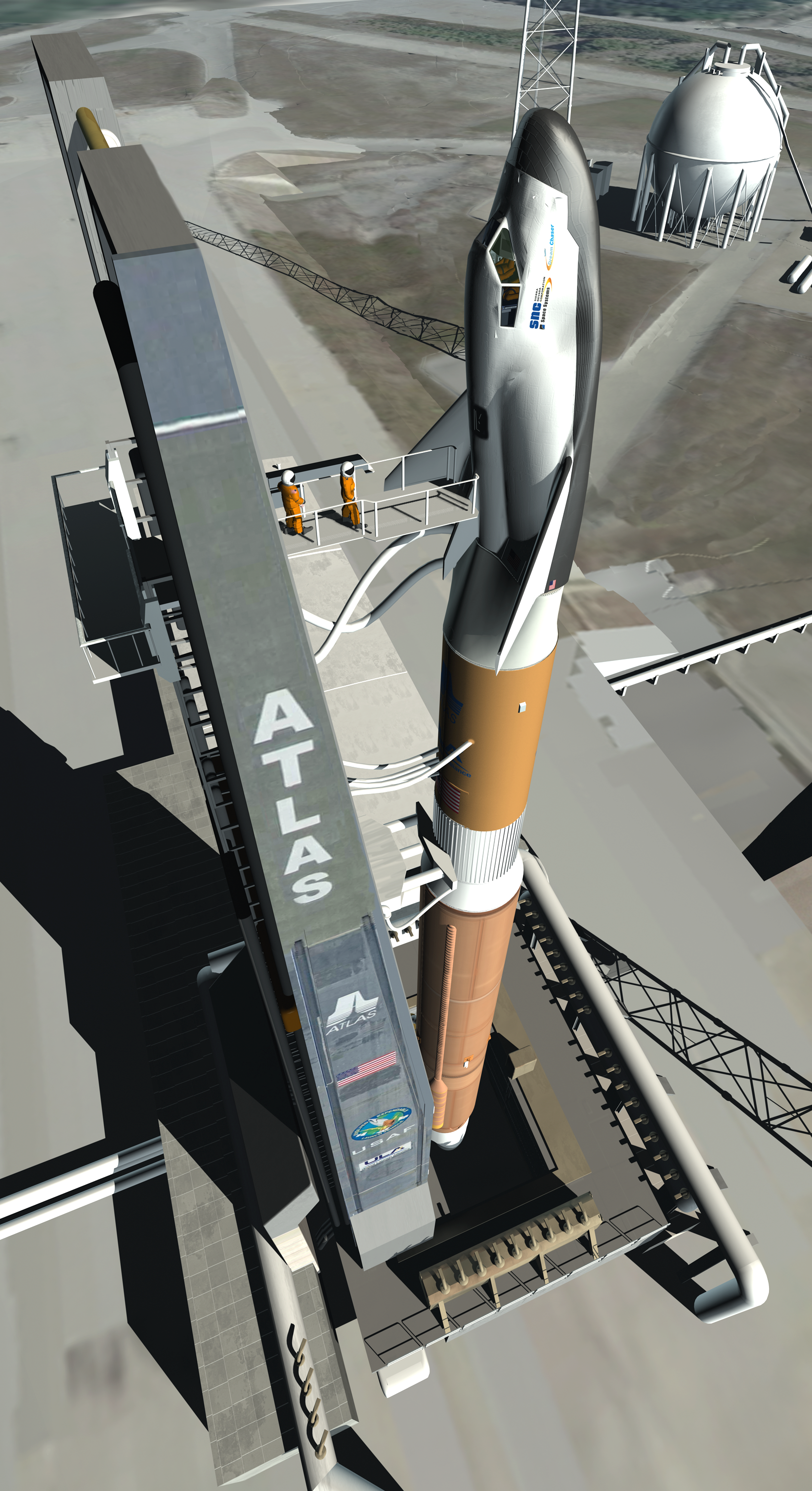
Een illustratie van een Dream Chaser die op een Atlas V is geplaatst

In augustus 2011 maakte United Launch Alliance bekend dat de Atlas V-draagraket gebruikt zal worden voor de Dream Chaser. Sierra Nevada Corporation meldde in februari 2012 dat het de hoofdstructuur van het eerste Dream Chaser-testtoestel had opgeleverd. In 2012 werden verschillende onderdelen van het toestel getest, waaronder het landingsgestel.
Op 26 oktober 2013 vond de eerste onbemande droptest-vlucht plaats. Het ruimteveer werd met een helikopter vanaf de luchtmachtbasis Edwards Air Force Base naar een hoogte van 3.810 meter gehesen en maakte daarna een glijvlucht van ongeveer een minuut terug naar de landingsbaan. Tijdens de landing weigerde het linker landingsgestel uit te klappen, waardoor het toestel van de landingsbaan afgleed en beschadigd raakte.
In 2014 wonnen SpaceX en Boeing een NASA Commercial Crew-contract en gaven Sierra Nevada Corp het nakijken. Na dit verlies spande SNC een rechtszaak aan omdat ze het niet met NASA's besluit eens was. Het mocht echter niet baten.
Sinds 2016 werkt het United Nations Office for Outer Space Affairs samen met Sierra Nevada Corporation en een aantal landen zonder eigen ruimtevaartorganisatie aan een Dream Chaser-vlucht onder de vlag van de Verenigde Naties. De richtdatum voor deze vlucht was anno juli 2018 ergens in 2021 of 2022.

### CRS 2: Dream Chaser-cargo
De ontwikkeling werd op eigen kracht doorgezet om voor volgende Commercial Resupply- of Commercial Crew-aanbestedingen weer in te tekenen. Voor het CRS2-contract heeft SNC een vrachtvervoerversie van de Dream Chaser voorgesteld die inklapbare vleugels (eigenlijk stuurvinnen) en geen ramen heeft. Deze zou zowel met een Atlas V als een Ariane 5 gelanceerd kunnen worden en onder de aerodynamische beplating (fairing) passen. Ook onderzoekt ESA of een Europese versie van de Dream Chaser mogelijk is die met een Ariane 5 gelanceerd kan worden.
De vrachtvervoerversie zoals die voor het CRS2-programma ligt voorgesteld is bestaat behalve uit het "minispaceshuttle-deel" ook uit een module met een extra vrachtcontainer. Deze service module is uitgerust met zonnepanelen en is niet herbruikbaar. Het elektriciteitssysteem van de Dream Chaser wordt ontworpen en geleverd door Aerojet Rocketdyne. Dit power distribution system moet elektriciteit van de zonnepanelen efficiënt en veilig naar zowel de boordcomputers en systemen als te vervoeren apparatuur brengen. De vrachtcontainer van de service module kan voor de terugweg met afval gevuld worden. Bij terugkeer in de dampkring verbrandt de even daarvoor afgekoppelde module dan met het afval terwijl het minispaceshuttle-deel naar een landingsbaan vliegt. De vrachtuitvoering zou aanvankelijk volledig zwart worden uitgevoerd maar in april 2019 maakte SNC bekend een gedeelte van de bovenzijde toch wit te maken omdat de Dream Chaser anders te veel hitte van de zon zou absorberen.
Voordeel van de Dream Chaser Cargo ten opzichte van de concurrerende SpaceX Dragon is dat de vracht onmiddellijk na de landing kan worden gelost en onderzoeksresultaten uit het ISS binnen zes uur na het verlaten van het ruimtestation in een laboratorium op Aarde kunnen zijn.
Op 11 juli 2016 behaalde SNC de eerste mijlpaal voor certificatie door NASA. Het gehele ontwerp en beoogde traject naar certificatie van de Dream Chaser-cargo werd door NASA goedgekeurd. SNC gebruikt de ontwikkeling en certificatie van de Cargo Dream Chaser ook om delen van de Crewed Dream Chaser te certificeren.
In december 2018 keurde NASA het ontwerp voor de Cargo Dream Chaser definitief goed, waarna Sierra Nevada met de bouw van de eerste ruimtewaardige Dream Chaser voor het CRS2-programma kon aanvangen. De eerste lancering werd in 2020 verwacht.
In augustus 2019 boekte SNC zes Vulcan-Centaur-lanceringen bij United Launch Alliance voor CRS-missies. De Vulcan-Centaur zal vliegen in de 542-configuratie. Bij de presentatie van die boeking meldde de directeur dat hij er vrij zeker van is dat de Dream Chaser ook geschikt is om de Lunar Gateway, een toekomstig ruimtestation dat om de maan moet gaan cirkelen, te bevoorraden.
Op 19 november 2019 werd bekend dat de servicemodule van de Cargo-Dream Chaser als naam Shooting Star-element heeft gekregen. Die naam (Engels voor “vallende ster”) is een verwijzing naar het effect wanneer deze destructief terugkeert in de atmosfeer. SNC wil de Shooting Star ook los van de Dream Chaser gaan aanbieden. Met enkele modificaties zou deze een satelliet-bus kunnen zijn voor diverse doeleinden of voor vrachtvervoer naar de Lunar Gateway kunnen worden gebruikt.

### Voorbereidende tests
In de zomer van 2016 werd een nieuw prototype van de Dream Chaser (atmospheric test-vehicle) opgeleverd waarmee landingstesten worden hervat. Na een aantal tests waarbij de Dream Chaser over een landingsbaan werd getrokken en hangend onder een helikopter heen en weer gevlogen, vond de eerste glider-landing-test op 11 november 2017 plaats. Hierbij werd een Dream Chaser in de lucht losgelaten om naar een landingsbaan van NASA’s Armstrong Space Center te zweven, het landingsgestel uit te klappen en te landen.

### Dream Chaser Tenacity
Op 12 augustus 2020 kreeg de eerste in aanbouw zijnde Dream Chaser Cargo de naam Tenacity. Op 28 april 2022 gaf Sierra Space aan dat de romp inmiddels de structural testing had doorstaan en inmiddels verder werd afgebouwd en getest.
Wanneer deze af is wordt de Dream Chaser in  NASA’s Neil Armstrong Test Facility in een vacuümkamer getest. Hierna zal het ruimtevaartuig op Cape Canaveral in de neuskegel van de Vulcan-raket worden ingesloten. In april 2022 was de werkdatum voor de eerste lancering februari 2023, een werkdatum die inmiddels ruim verstreken is. In mei 2023 werden alle systemen van de Tenacity voor het eerst opgestart. Op 2 november 2023 vond de officiële introductie van het toestel plaats. Op 18 mei 2024 arriveerde Dreamchaser Tenacity op het Kennedy Space Center waar deze wordt klaargemaakt voor zijn eerste lancering. De Shooting Star-module was daar al eerder gearriveerd.

### Andere varianten
Ondertussen werd in april 2022 nog altijd met de eigen middelen van Sierra Space doorgewerkt aan de bemande variant. Ook is er een onbemande militaire variant voor de US Space Force geopperd die vergelijkbaar zou moeten zijn met Boeings X-37B. De Dream Chaser is overigens een stuk groter dan de X-37B.

## Toestellen
| Type      | Serienummer | Naam      | Status     | Vluchten | Vluchttijd | Opmerkingen                                                                          |
| --------- | ----------- | --------- | ---------- | -------- | ---------- | ------------------------------------------------------------------------------------ |
| Prototype | ETA         | Eagle     | uit dienst | 4        | ~5 minuten | Engineering Test Article (ETA) gebruikt voor captive carry en atmospheric drop tests |
| Prototype | FTA         | Ascension | actief     | 0        | geen       | Flight Test Article (FTA) voor atmosferische tests                                   |
| Cargo     | DC101       | Tenacity  | actief     | 0        | geen       | zal gebruikt worden voor de SSC Demo-1 missie.                                       |
| Cargo     | DC102       | Reverence | in aanbouw | 0        | geen       | Constructie on hold sinds november 2024 met nog 18 maand werk voorzien.              |
| Crew      | DC200 serie |           | gepland    | 0        | geen       |                                                                                      |
| Militair  | DC300 serie |           | gepland    | 0        | geen       |                                                                                      |